# Liste der Biografien/Jut
Liste der Biografien |
Portal Biografien |
Personensuche
# |
A |
B |
C |
D |
E |
F |
G |
H |
I |
J |
K |
L |
M |
N |
O |
P |
Q |
R |
S |
T |
U |
V |
W |
X |
Y |
Z |
?
 
Ja |
Jb |
Jd |
Je |
Jh |
Ji |
Jj |
Jl |
Jn |
Jm |
Jo |
Jp |
Jr |
Js |
Jt |
Ju |
Jv |
Jw |
Jy
 
Jua |
Jub |
Juc |
Jud |
Jue |
Juf |
Jug |
Juh |
Jui |
Juj |
Juk |
Jul |
Jum |
Jun |
Juo |
Jup |
Jur |
Jus |
Jut |
Juu |
Juv |
Juw |
Jux |
Juy |
Juz
Die Liste der Biografien führt alle Personen auf, die in der deutschsprachigen Wikipedia einen Artikel haben. Dieses ist eine Teilliste mit 87 Einträgen von Personen, deren Namen mit den Buchstaben „Jut“ beginnt.

## Jut

### Juta
- Juta, Jan Carel (1824–1886), holländisch-südafrikanischer Verleger und Buchhändler und Schwager von Karl Marx
- Juta, Louise (1821–1893), Schwester von Karl Marx, Frau von Jan Carel Juta, Verleger und Buchhändler
- Jutatip Maneephan (* 1988), thailändische Radrennfahrerin

### Jute
- Jüten, Grit van (* 1944), deutsche Opernsängerin (Sopran)
- Jüterbock, Georg (1892–1940), deutscher Pionier der Luftfahrt
- Jüterbog, Nikolaus Plate von († 1391), Titularbischof von Constantia in Phoenicia und Weihbischof
- Juterczenka, Sünne (* 1974), deutsche Historikerin

### Jutg
- Jutglà, Ferran (* 1999), spanischer Fußballspieler

### Juth
- Juthi, Nazia Akhter, bangladeschische Badmintonspielerin
- Jüthner, Julius (1866–1945), österreichischer Klassischer Philologe und Archäologe

### Juti
- Jutila, Matti (1932–2025), kanadischer Ringer
- Jutila, Matti (* 1943), finnischer Mathematiker
- Jutila, Timo (* 1963), finnischer Eishockeyspieler

### Jutk
- Jutkewitsch, Sergei Iossifowitsch (1904–1985), russischer Filmregisseur
- Jutkiewicz, Lukas (* 1989), englisch-polnischer Fußballspieler

### Jutr
- Jutra, Claude (* 1930), kanadischer Filmregisseur, Drehbuchautor und Schauspieler
- Jutras, Benoît (* 1963), kanadischer Komponist
- Jutras, Richard (* 1958), kanadischer Schauspieler
- Jutric, Mladen (* 1996), österreichischer Fußballspieler
- Jutrzenka, Alexander von (1816–1894), mährisch-schlesischer Unternehmer
- Jutrzenka, Christoph Wilhelm von, Stadtdirektor in Pitschen
- Jutrzenka, Franz Wilhelm von († 1816), preußischer Landrat
- Jutrzenka-Morgenstern, Carl Jakob von (1745–1789), preußischer Offizier und Ritter des Ordens Pour le Mérite

### Jutt
- Jutta Claricia von Thüringen († 1191), Landgräfin von ThüringenJutta Claricia von Thüringen († 1191)

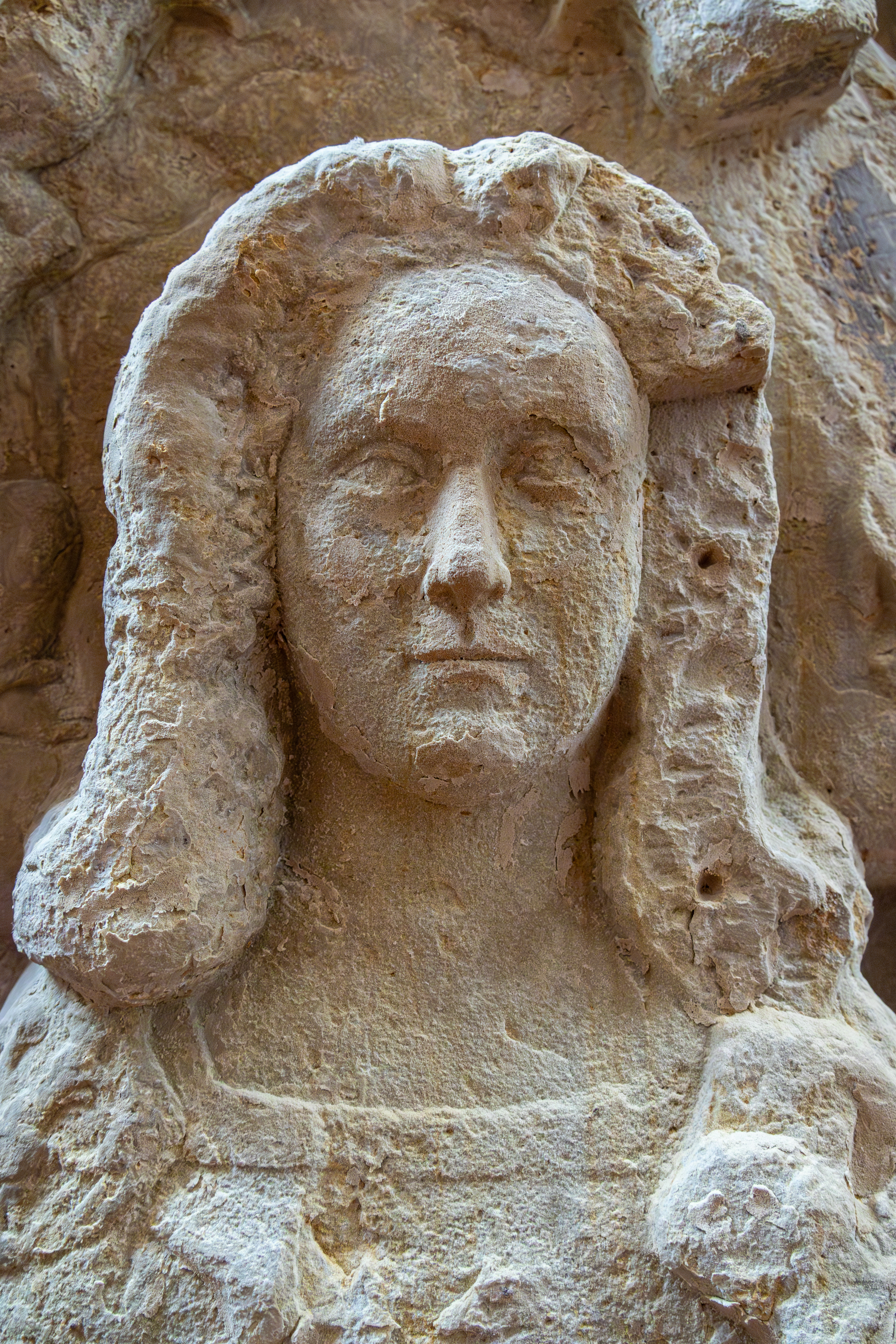
Jutta Claricia von Thüringen († 1191)

- Jutta von Ahaus († 1408), Äbtissin im Stift Vreden
- Jutta von Freckenhorst († 1298), Äbtissin im Stift Freckenhorst
- Jutta von Hessen, durch Heirat Herzogin von Braunschweig-Göttingen
- Jutta von Holte († 1251), Äbtissin im Stift Nottuln und im Stift Metelen
- Jutta von Holte († 1327), Äbtissin im Stift Nottuln und im Stift Metelen
- Jutta von Huy (1158–1228), mittelalterliche Wohltäterin, christliche Mystikerin und römisch-katholische Selige
- Jutta von Katzenelnbogen (1315–1378), Äbtissin des Klosters Kaufungen
- Jutta von Luxemburg (1315–1349), Ehefrau des französischen Königs Johann II.
- Jutta von Oesede, Äbtissin im Stift St. Cyriakus in Gernrode
- Jutta von Ravensberg, Gräfin von Ravensberg
- Jutta von Rosdorf, durch Heirat Gräfin von Schwalenberg
- Jutta von Sangerhausen († 1260), Wohltäterin und Einsiedlerin
- Jutta von Sponheim († 1136), Reklusin
- Jutta von Thüringen (1184–1235), Tochter von Landgraf Hermann I. von Thüringen
- Jutta zu Mecklenburg-Strelitz (1880–1946), Mitglied des herzoglichen Hauses Mecklenburg-Strelitz, durch Heirat Kronprinzessin von Montenegro
- Jütte, Bastian (* 1973), deutscher Jazzschlagzeuger, Komponist und Hochschullehrer
- Jütte, Friedrich (1872–1945), deutscher Politiker (DPD)
- Jütte, Heiko (* 1941), deutscher Verbandsfunktionär
- Jütte, Robert (* 1954), deutscher Medizinhistoriker
- Jütte, Stefan (* 1946), deutscher Manager
- Jüttemann, Andreas (* 1985), deutscher Stadthistoriker, Psychologe und Autor
- Jüttemann, Gerd (1933–2023), deutscher Psychologe
- Jüttemann, Gerhard (* 1951), deutscher Politiker (PDS), MdB
- Jüttemann, Herbert (1930–2022), deutscher Technikhistoriker und Ingenieur
- Jüttemann, Kerstin (1961–2023), deutsche Juristin, Richterin und Präsidentin des Landessozialgerichts
- Jüttendonk, Maike (* 1987), deutsche Schauspielerin und Hörspielsprecherin
- Jütting, Dieter H. (* 1943), deutscher Pädagoge und Hochschullehrer
- Jütting, Hans (1909–1999), deutscher Manager und Stiftungsgründer
- Jütting, Henrike (* 1970), deutsche Schriftstellerin
- Jütting, Johannes (* 1966), deutscher Ökonom
- Juttke, Herbert (1897–1952), deutscher Drehbuchautor
- Jüttner, Alfred (1917–1999), deutscher Jurist und Publizist
- Jüttner, Bruno (1880–1965), deutscher Maler
- Jüttner, Burkhard (* 1952), deutscher Fotograf und Bildjournalist
- Jüttner, Eberhard (* 1940), deutscher Mediziner
- Jüttner, Egon (* 1942), deutscher Politiker (CDU), MdB
- Jüttner, Erich (1899–1968), deutscher Verwaltungsjurist und Landrat
- Jüttner, Ferencz (1878–1958), deutscher Physiker
- Jüttner, Franz (1962–2013), deutscher Eishockeyspieler und Gastronom
- Jüttner, Franz Albert (1865–1926), deutscher Illustrator, Zeichner und Karikaturist
- Jüttner, Hans (1894–1965), Chef des SS-Führungshauptamtes und zugleich SS-ObergruppenführerHans Jüttner (1894–1965)

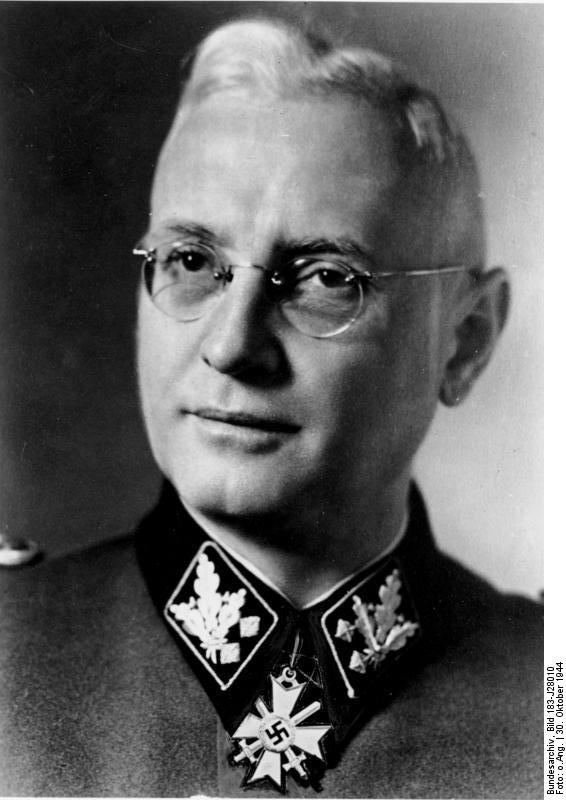
Hans Jüttner (1894–1965)

- Jüttner, Heiner (* 1941), deutscher Wirtschaftswissenschaftler und linksliberaler Politiker (FDP, Grüne)
- Jüttner, Jasmin (* 1993), deutsche Karateka
- Jüttner, Jörg (* 1941), deutscher Sprinter und Weitspringer
- Jüttner, Joseph (1775–1848), österreichischer Generalmajor und Kartograph
- Jüttner, Karl (1921–2006), deutscher Keramiker
- Jüttner, Max (1888–1963), deutscher Politiker (NSDAP), MdR, stellvertretender Stabschef der SAMax Jüttner (1888–1963)

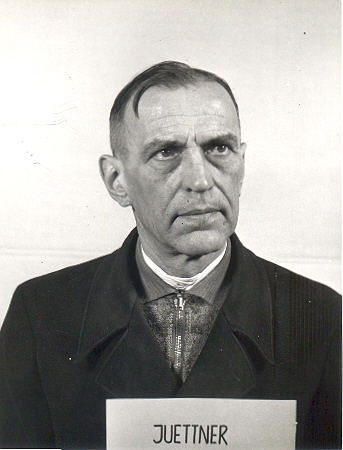
Max Jüttner (1888–1963)

- Jüttner, Renate (1935–2021), deutsche Malerin, Grafikerin und Pianistin
- Jüttner, Robert (* 1959), deutscher Fußballspieler
- Jüttner, Siegfried (* 1941), deutscher Romanist
- Jüttner, Wolfgang (* 1948), deutscher Politiker (SPD), MdL

### Jutz
- Jutz, Adolf (1887–1945), deutscher Maler und Zeichner
- Jütz, Albert (1900–1925), Schweizer Volksmusikant
- Jutz, Carl (1838–1916), deutscher Tiermaler
- Jutz, Carl Ernst Bernhard (1873–1915), deutscher Landschaftsmaler
- Jutz, Leo (1889–1962), österreichischer Germanist
- Jutz, Michael (1859–1940), österreichischer Landwirt und Politiker (CS), Abgeordneter zum Nationalrat
- Jütz, Tom (1965–2020), deutscher Maler und Illustrator
- Jutzeler, Daniela (1967–1994), Schweizer Rollstuhlsportlerin
- Jutzet, Erwin (* 1951), Schweizer Politiker
- Jutzi, Peter (1938–2024), deutscher Chemiker
- Jutzi, Phil (1896–1946), deutscher Kameramann und Filmregisseur
- Jutzi, Wilhelm (* 1933), deutscher Elektrotechniker und emeritierter Hochschullehrer